# Aurora (film)
Aurora este un film românesc scris și regizat de Cristi Puiu, tot el a interpretat și rolul personajului principal.

## Sinopsis
Apartamentul de bloc în a cărui bucătărie un bărbat și o femeie discută despre bunica Scufiței Roșii, având grijă să n-o trezească pe fetița care doarme în camera alăturată.
Remorcile abandonate pe terenul viran - aflat între casele de la marginea orașului - din spatele cărora bărbatul pândește ceea ce pare a fi o familie.
Orașul pe care îl traversează același bărbat, după ce a recuperat cele două percutoare artizanale necesare armei de vânătoare pe care o are acasă.
Bărbatul are 42 de ani, se numește Viorel și, stăpânit de gânduri incerte, traversează orașul de la un capăt la altul, către un obiectiv numai de el știut.

## Despre film
"Aurora" a avut premierea la Festivalul Internațional de Film de la Cannes la secțiunea Un Certin Regard iar în Romania prima ecranizare a avut loc în cadrul Festivalul Internațional de Film Transilvania. Cristi Puiu declară despre propriul său fim următoarele:"Inamicul numărul unu al acestui film este creierul spectatorului. Creierul are tendința de a simplifica. Nu i se reproșează unui film american că durează trei ore. De ce să nu zici «nu am chef să gândesc trei ore». Nu vrem să ne fie pus creierul în funcțiune timp de trei ore". "Aurora" este o producție a casei Mandragora, realizată cu sprijinul Centrului Național al Cinematografiei România (CNC), Eurimages, SC Serv Invest SRL, OFC Section Cinéma, Centre National de la Cinématographie (Franța), în colaborare cu ARTE France Cinéma, ZDF/ ARTE, Societatea Română de Televiziune, TSR/SSR, HBO România.

## Distribuție
- Cristi Puiu
- Clara Vodă
- Luminița Gheorghiu
- Gelu Colceag
- Catrinel Dumitrescu
- Valeria Seciu
- Ileana Puiu
- Valentin Popescu
- Emilian Floareș

## Primire
Filmul a fost vizionat de 3.625 de spectatori în cinematografele din România, după cum atestă o situație a numărului de spectatori înregistrat de filmele românești de la data premierei și până la data de 31 decembrie 2014 alcătuită de Centrul Național al Cinematografiei.

## Premii
- Cannes Film Festival 2010 (secțiunea Un Certain Regard)
- Premiul secțiunii competiționale East of the West a Festivalului Internațional de Film de la Karlovy Vary
- prezentat în toamna acestui an și la Festivalul de film de la New York
- Premiul Gopo pentru cel mai bun film de lung metraj